# Karl Werder
Karl Friedrich Werder (* 13. Dezember 1806 in Berlin; † 3. April 1893 ebenda) war ein deutscher Philosoph und Dichter. 

## Leben
Er wurde als Sohn eines Seidenfabrikanten geboren und bekam seine Schulbildung auf dem Joachimsthaler Gymnasium.
Er immatrikulierte im Jahr 1825 studierte zunächst Jura und fand dann unter dem Eindruck Hegels in der Philosophie seine Aufgabe. 

Nach seiner Promotion 1833 und Habilitation 1834 lehrte er an der Berliner Universität, zunächst als Privatdozent, seit 1838 als außerordentlicher Professor. Er war ein begeisterter Anhänger und Vertreter der Hegelschen Philosophie, und so bemerkte der Schriftsteller und Journalist Karl Gutzkow (1811–1878) dazu: 

„Selbst die schöne Literatur, die sich allerorten mit neuen Trieben zu regen angefangen hatte, knüpfte an Hegels Philosophie an. Karl Werder sang die Hegelschen Kategorien, übersetzt in die Sprache der Brahminen.“

Dem deutschen Kaiser Wilhelm I. hielt er Vorlesungen über Literatur, sein großes Interesse galt jedoch auch dem Theater. Albert Köster schrieb dazu:"Unaufhörlich besuchte er die Vorstellungen und wußte zu lauschen wie kein Zweiter. Aufs Kleinste, bis zur Kunst des Schminkens, erstreckte sich sein Interesse." An seinem einzigen Drama Columbus schrieb er zeit seines Lebens. Beerdigt wurde Werder auf dem Garnisonfriedhof an der Seite seiner Jugendliebe und Cousine Caroline von Fidler.

## Werke
- De Platonis Parmenide. Dissertation. Berlin 1833.
- Logik: Als Commentar und Ergänzung zu Hegels Wissenschaft der Logik, Berlin 1841 (Digitalisat).
- Der Fürst von Hochland. Roman aus der Gegenwart. Nürnberg und Leipzig 1872.
- Vorlesungen über Shakespeare’s Macbeth gehalten an der Universität zu Berlin. Hertz, Berlin 1885.
- Vorlesungen über Schillers Wallenstein. Berlin 1889.
- Vorlesungen über Lessings Nathan. Gehalten an der Univ. zu Berlin (zuerst im Winter 1862, wiederholt 1864 und später). Fontane, Berlin 1892.
- Columbus. Trauerspiel. In der Fassung letzter Hand hrsg. von Otto Gildemeister. Fontane, Berlin 1893.